# Observatoire Canada-France-Hawaï
L’observatoire Canada-France-Hawaï (OCFH ; en anglais Canada-France-Hawaii Observatory, en abrégé CFH Observatory et CFHO) est un observatoire astronomique implanté près du sommet du Mauna Kea à Hawaï, à une altitude de 4 204 m. Il a été inauguré en 1979. Son télescope, le télescope Canada-France-Hawaï (TCFH ; en anglais Canada-France-Hawaii Telescope, abrégé en CFH Telescope et CFHT) possède une configuration Cassegrain f/8 avec un miroir de 3,58 mètres de diamètre utile. En plus de sa configuration Cassegrain, les instruments peuvent être utilisés directement au foyer primaire.

## Instrumentation

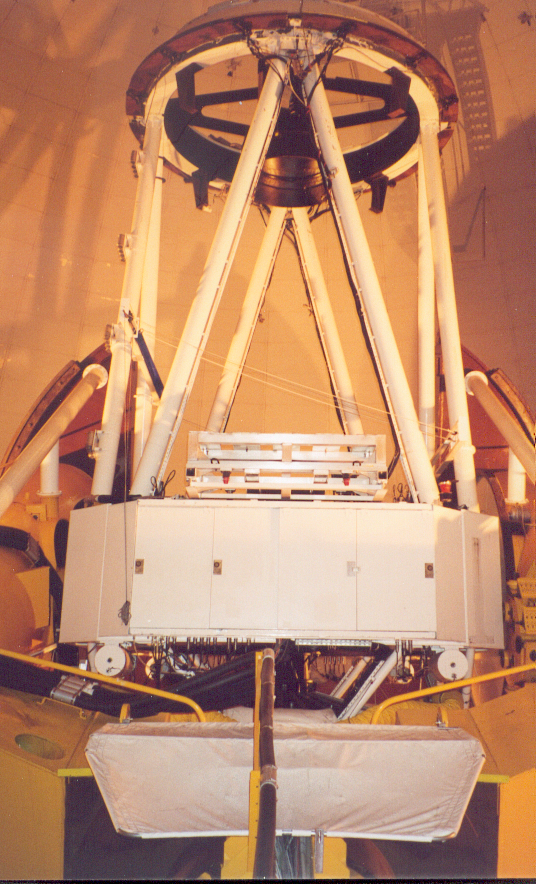
Tube du télescope.

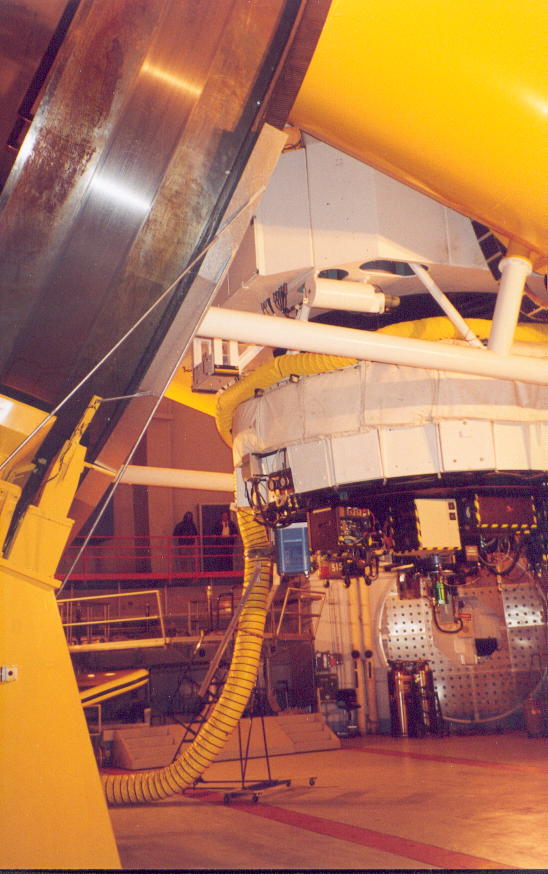
La platine d'instruments en août 2002.

Le CFHT abrite des instruments uniques, tels que :
- MegaPrime[4], un imageur haute résolution grand champ (1° carré) mis en service en 2003 dont le détecteur (MegaCam) est formé d'une mosaïque de 36 capteurs CCD totalisant 340 mégapixels ;
- WIRCam, un imageur infrarouge à grand champ formé d'une mosaïque de 4 CCD, totalisant 16 mégapixels et mis en service en novembre 2006.
- ESPaDOnS[5], un spectropolarimètre / spectrographe échelle ;
- SITELLE[6], un spectro-imageur à transformée de Fourier ;
- SPIRou, un spectropolarimètre dans l'infrarouge proche.

Anciens instruments :
- OASIS (Optically Adaptive System for Imaging Spectroscopy), un spectrographe 3D construit par l'observatoire de Lyon en 1997 et depuis déplacé sur le télescope William-Herschel ;
- PUEO, une bonnette à optique adaptative, est encore offerte aux utilisateurs du télescope ;
- MOS, un spectrographe multi-objets ;
- Gecko, un spectrographe à très haute résolution.

## Collaboration
L'établissement est régi par un accord tripartite entre l'université d'Hawaï, le Centre national de la recherche scientifique (CNRS) français et le Conseil national de recherches du Canada (CNRC). La Corée du Sud (l'Institut coréen de science astronomique et spatiale) et Taïwan ont apporté une contribution financière à la fabrication de WIRCam.
Le CFHT est couramment ouvert aux scientifiques du Canada, de France et de l'État d'Hawaï. Les astronomes de l'Union européenne peuvent aussi soumettre des demandes de temps dans le cadre du Opticon Access program. Un accord entre Academia Sinica Institute of Astronomy and Astrophysics et le CFHT ouvre le télescope à la communauté taïwanaise jusque fin 2010.
Le CFHT, en collaboration avec Edizioni Scientifiche Coelum, maintient un site web nommé « Hawaiian Starlight », qui offre des images de très hautes qualités prises au CFHT, notamment sous la forme d'un calendrier annuel.

## Programmes
- depuis 2003, le CFHT accueille le « Canada-France Ecliptic Plane Survey » (CFEPS), un programme de surveillance des petits corps situés près du plan de l'écliptique avec MegaPrime[10]. On lui doit la découverte d'environ 200 KBOs, dont notamment celle de 2001 QW322. À partir de 2006, la surveillance s'est étendue à des latitudes plus élevées (+10° à +60°) de l'écliptique avec le programme « High-Lat Survey »[10] ;
- le programme Canada-France-Hawaii Telescope Legacy Survey (CFHTLS) ;
- le programme Outer Solar System Origins Survey (OSSOS), entre 2013 et 2016.